# Перемога (Ахтырский район)
Перемога (укр. Перемога) — село в Чернетчинской сельской общине Ахтырского района Сумской области Украины.
Код КОАТУУ — 5920388703. Население по переписи 2001 года составляет 15 человек.

## Географическое положение
Село Перемога находится на левом берегу реки Хухра,
выше по течению на расстоянии в 1 км расположено село Восьмое Березня,
ниже по течению на расстоянии в 2,5 км расположено село Хухра.
Ниже по течению на реке большая запруда.